# 衙前乡
衙前乡，是中华人民共和国江西省南昌市进贤县下辖的一个乡镇级行政单位。

## 行政区划
衙前乡下辖以下地区：
衙前村、新建村、贯坑村、瓦子坡村、梅岭村、读田村、下邹村、罗家村、秧塘村、良种场生活区和前岭林杨生活区。

## 交通
- 沪昆铁路：衙前站